# Ферморы
Фермор (Fermor) — угасший шотландский и русский дворянский и графский род, известный с XV века. К нему принадлежал знаменитый генерал Виллим Виллимович Фермор, у которого было двое детей — Виллим Георг и Сарра Элеонора.
В 1825 г. графу Иоанну-Магнусу Стенбоку, сыну бригадира графа Понтуса Стенбока и Сарры-Элизабеты Вилимовны Фермор дозволено присоединить к своей фамилии и гербу герб и фамилию Ферморов и именоваться потомственно графом Стенбок-Фермор.

## Описание герба
Герб пресекшегося рода Ферморов представляет гербовой щит, разделённый двумя перпендикулярами на четыре части, в пересечении которых помещён малый щит: на лазоревом поле три золотых оленьих головы — две в верхней части, одна в нижней. В главных делениях гербового щита, в первом и четвёртом, на золотом поле чёрный двуглавый орёл. Второе и третье деления, свою очередь, разделены: на верхнее, где на красном поле изображена золотая геральдическая фигура, называемая стропилом, а в нижнем изображена белая городская стена. Шит венчает графская корона с тремя дворянскими коронованными шлемами.
Из короны среднего шлема выходят два знамени. На правом знамени, в лазоревом поле, белый коронованный орел. На левом знамени в красном поле скачущий на белом коне рыцарь, закованный в латы. Из корон выходят руки в серебряных латах, держащие: правая — чёрный с золотыми окончаниями жезл, а левая — серебряный с золотым эфесом меч. Намёт среднего шлема красный, золотой и чёрный; правого красный и золотой, левого — серебряный и чёрный. Щитодержатели — два белых оленя.

## Известные представители
- Фермор, Виллим Виллимович (1702—1771) — русский государственный и военный деятель, генерал-аншеф, граф, генерал-губернатор Смоленска.
- Фермор, Павел Фёдорович (1810—1882) — генерал-лейтенант, член конференции Николаевской инженерной академии.
- Фермор, Николай Фёдорович (ум. в нач. 1840-х гг.) — брат предыдущего, закончил Главное инженерное училище в 1832 г в чине прапорщика. Ему посвящены рассказ Н. С. Лескова «Инженеры бессребреники» и стихотворение Н. А. Некрасова «Изгнанник».